# Yoshitada Yamaguchi
Yoshitada Yamaguchi (Shizuoka, 28 settembre 1944) è un ex calciatore giapponese, di ruolo difensore.

## Carriera
Ha giocato per 11 anni con la squadra del Hitachi, l'attuale Kashiwa Reysol. Con la nazionale ha partecipato alle Olimpiadi 1964 e a quelle del 1968 vincendo, nella seconda edizione, la medaglia di bronzo.

## Statistiche

### Presenze e reti nei club
| Stagione | Squadra             | Campionato | Campionato | Campionato |
| Stagione | Squadra             | Comp       | Pres       | Reti       |
| -------- | ------------------- | ---------- | ---------- | ---------- |
| 1967     | Hitachi Head Office | JSL        | 14         | 1          |
| 1968     | Hitachi Head Office | JSL        | 14         | 2          |
| 1969     | Hitachi Head Office | JSL        | 13         | 3          |
| 1970     | Hitachi Head Office | JSL        | 14         | 2          |
| 1971     | Hitachi             | JSL        | 8          | 1          |
| 1972     | Hitachi             | JSL1       | 14         | 2          |
| 1973     | Hitachi             | JSL1       | 16         | 3          |
| 1974     | Hitachi             | JSL1       | 16         | 1          |
| 1975     | Hitachi             | JSL1       | 12         | 0          |
|          | Totale              |            | 121        | 15         |